# 津田恭佑
津田 恭佑（つだ きょうすけ、1993年11月13日 - ）は、日本の俳優。神奈川県出身。